# Gordon Dailley
Gordon Debenham Dailley (* 24. Juli 1911 in Calgary, Alberta, Kanada; † 3. Mai 1989 in Cambridge, Ontario, Kanada) war ein britischer Eishockeyspieler, der unter anderem 1936 mit seinem Land Olympiasieger wurde.   

## Karriere
Gordon Dailley begann seine Karriere als Eishockeyspieler 1933 in Großbritannien, wo er für die Grosvenor House Canadians auflief. Von 1935 bis 1937 spielte er für die Wembley Lions und anschließend von 1937 bis 1939 für die Wembley Monarchs. Während des Zweiten Weltkriegs trat Dailley in die kanadischen Streitkräfte ein. Später war er im Koreakrieg im Einsatz und wurde 1955 kanadischer Militärattaché in Jugoslawien. In der Folgezeit war er unter anderem Kommandeur einer Militärbasis in New Brunswick. 

### International
Für Großbritannien nahm Dailley an den Weltmeisterschaften 1935, 1937, 1938 und 1939 teil. Zudem vertrat er sein Land bei den Olympischen Winterspielen 1936 in Garmisch-Partenkirchen, bei denen er mit seiner Mannschaft die Goldmedaille gewann. Das Turnier wurde zudem als Welt- und Europameisterschaft gewertet, weshalb er mit seiner Mannschaft diese Titel ebenfalls gewann. 1993 wurde er posthum wie alle anderen Mitglieder des Olympiasieger-Teams von 1936 in die British Ice Hockey Hall of Fame aufgenommen.

## Erfolge und Auszeichnungen
- 1935 Bronzemedaille bei der Weltmeisterschaft
- 1936 Goldmedaille bei den Olympischen Winterspielen
- 1937 Silbermedaille bei der Weltmeisterschaft
- 1938 Silbermedaille bei der Weltmeisterschaft
- 1993 Aufnahme in die British Ice Hockey Hall of Fame